# ساریجالی (جبراییل)
ساریجالی (ترکی آذربایجانی: Sarıcalı  یا ساریجال‌لی Sarıcallı) یک منطقهٔ مسکونی در جمهوری آرتساخ است که در استان هادروت واقع شده‌است.